# Arktisk kammanet
Arktisk kammanet (Mertensia ovum) är en kammanetart som först beskrevs av Fabricius 1780. Arten ingår i släktet Mertensia och familjen Mertensiidae.
Kammaneter är inte nära släkt med maneter, och bränns inte. De har mängder med cilier, korta hår, som används för förflyttning och för att föra vatten och föda mot munnen. Kammaneten filtrerar vatten för att få i sig sin föda, som mestadels består av djurplankton. Den arktiska kammaneten är den enda kammaneten som reproducerar sig i Östersjön. Det sker genom en unik process där deras larver är sexuellt mogna och har förmågan att reproducera sig genom ett fenomen som kallas paedogenes. Man kan lätt förväxla den med havskrusbäret, Pleurobrachia pileu, och amerikansk kammanet, Mnemiopsis leidyi.
Det råder oklarhet bland experterna inom området om arten är en främmande art. Troligtvis är det mer sannolikt att den är en relikt som levt kvar efter förra istiden. Juveniler, unga individer, livnär sig på mikroplankton och de vuxna på zooplankton såsom hoppkräftor.
Den arktiska kammaneten är vanligast i det saltare vattenskiktet, på 50 till 80 meters djup, och finns i nästan hela Östersjön. Den blir omkring 1,6 millimeter. De kan dock också förekomma närmare kusten. Vid provtagningar kan man hitta uppemot 4 500 individer per kvadratmeter.
Artens utbredningsområde är Norra Ishavet. Arten är reproducerande i Sverige. Inga underarter finns listade i Catalogue of Life.

## Bildgalleri

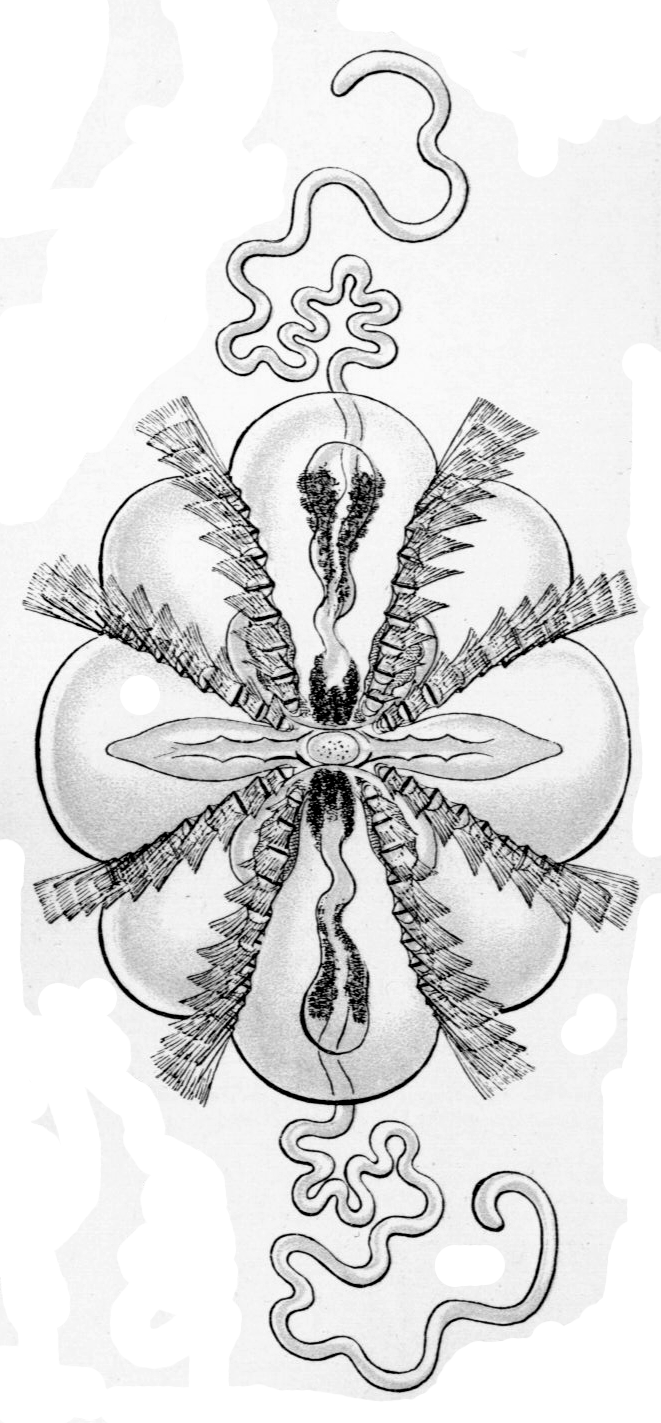